# 2734 Hasek
2734 Hasek је астероид главног астероидног појаса са пречником од приближно 22,54 .
Афел астероида је на удаљености од 3,229 астрономских јединица (АЈ) од Сунца, а перихел на 3,092 АЈ.
Ексцентрицитет орбите износи 0,021, инклинација (нагиб) орбите у односу на раван еклиптике 16,567 степени, а орбитални период износи 2052,716 дана (5,620 година).
Апсолутна магнитуда астероида је 11,40 а геометријски албедо 0,095.
Астероид је откривен 1. априла 1976. године.